# Johann Daniel Danzer
Johann Daniel Danzer (ur. prawdopodobnie pomiędzy 1600 a 1620 na terenie Turyngii, zm. prawdopodobnie pomiędzy 1710 a 1730 w Złotowie) – żydowski rzeźbiarz okresu baroku, zgodnie z przekazami autor dekoracji snycerskich licznych kościołów katolickich.

## Życiorys
O życiu Danzera zachowało się niewiele informacji. Wiadomo że był Żydem pochodzącym ze Starej Rzeszy. Jego życie w tragiczny sposób naznaczyła wojna trzydziestoletnia, po której zakończeniu osiadł w Złotowie zakładając tam swój warsztat rzeźbiarski. Zgodnie z przekazami umarł dożywszy sędziwego wieku 110 lat.
Jego największym dziełem (choć nie ma pewności, czy był on projektantem, czy też jedynie wykonawcą projektu innego artysty) jest dekoracja rzeźbiarska kościoła pw. Wniebowzięcia Najświętszej Marii Panny w Złotowie (1664–1669), w skład której wchodzi 5 ołtarzy, ambona, chrzcielnica i Grupa Ukrzyżowania na belce tęczowej. Kunsz i kompozycja tych dzieł świadczą o niezwykłym talencie i zdolnościach artystycznym mistrza Danzera.
O Danzerze wspomina burmistrz Złotowa Carl Friedrich Brandt w swojej monografii Die kath. Pfarrkirche zu St. Marien Himmelfahrt in Flatow / Katolicki Kościół Parafialny Wniebowzięcia Najświętszej Marii Panny w Złotowie z 1927 roku, a w swoim życiorysie – wnuk artysty, Stefen Schulz (ur. 1714), zasłużony żydowski działacz religijny, misjonarz i dyrektor Instytutu Callenberga w Halle.